# Der Gejagte – Im Netz der Camorra
Der Gejagte – Im Netz der Camorra (Arbeitstitel Der Gejagte) ist ein deutsch-österreichischer Fernsehfilm aus dem Jahr 2022 von Regisseur Rick Ostermann mit Tobias Moretti, Antonia Moretti und Harald Windisch. Das Drehbuch schrieb Stefan Brunner. Es handelt sich um die Fortsetzung von Im Netz der Camorra (2021).

## Handlung
Der Winzer Matteo DeCanin handelt nach seinem gewalttätigen Konflikt mit seinem Jugendfreund Nino Sorrentino einen Deal mit der Staatsanwaltschaft aus, wonach er als Kronzeuge gegen den Casavatore-Clan aussagen soll. Im Gegenzug dafür sollen er, seine Frau Stefania und seine Tochter Laura im Zeugenschutzprogramm untergebracht werden und neue Identitäten erhalten. Allerdings wird Stefania ermordet, noch bevor Matteo mit seiner Familie an einen sicheren Ort gebracht werden kann.
Matteo und Laura werden in der Folge auf einer kleinen Insel vor der Küste Italiens unter Polizeischutz gestellt. Während Matteo auf den Prozess wartet, in dem seine Aussage gegen die Camorra erwartet wird, versucht die Mafiosa Antonia Romano mit ihren Leuten eine Spur zu den DeCanins zu finden. Nach einigen Monaten in Isolation erträgt Laura das einsame Leben mit ihrem Vater nicht mehr und läuft weg. Matteo macht sich auf die Suche nach ihr, er hofft sie zu finden, bevor sie in die Fänge der Mafia gerät. Unterstützung erhält er dabei vom Carabinieri Erlacher.
Antonia Romano gelingt es zwischenzeitlich, Laura in ihre Gewalt zu bringen. Erlacher und die Polizei können Laura allerdings unverletzt befreien. Bevor Laura und Matteo schließlich zum Gericht fahren wollen, verabschiedet er sich von ihr am Hafen, wo er von einem Boot aus niedergeschossen wird.

## Produktion
Die Dreharbeiten fanden an 22 Drehtagen vom 5. September bis zum 6. Oktober 2022 in Italien statt, gedreht wurde unter anderem in Bozen in Südtirol, in der Toskana und in Neapel.
Produziert wurde der Film von der deutschen good friends Filmproduktions GmbH (Produzent Moritz von der Groeben) in Koproduktion mit der österreichischen Satel Film (Produzent Heinrich Ambrosch), beteiligt war ServusTV. Unterstützt wurde die Produktion von IDM Südtirol. Die Serviceproduktion in Italien übernahm die Albolina Film GmbH.
Die Kamera führte Ralph Kaechele, die Montage verantwortete Simon Gutknecht und das Casting Liza Stutzky. Das Kostümbild gestaltete Elisabeth Fritsche, das Szenenbild Thomas Höltzel, den Ton Stefan Soltau, Oliver Barth und Clemens Grulich und das Maskenbild Sonia Salazar-Delgado.

## Veröffentlichung
Die Erstausstrahlung war am 8. Dezember 2022 auf ServusTV. Auf MagentaTV wurde die Produktion am 15. Januar 2023 veröffentlicht.
In der ZDF-Mediathek wurde der Film am 25. Mai 2024 veröffentlicht, im ZDF wurde der Film am 3. Juni 2024 erstmals ausgestrahlt.
In der ZDF-Mediathek ist der Film zweiteilig zu sehen: Die erste Folge als Flucht, die zweite Folge als Rache.

## Rezeption
Joachim Leitner bezeichnete den Film in der Tiroler Tageszeitung als „elegant und atmosphärisch – nicht ganz so radikal reduziert wie sein Vorgänger vielleicht, aber trotzdem ein gnadenlos geradliniges Genre-Stück“.
Julia Schafferhofer meinte in der Kleinen Zeitung, dass Regisseur Rick Ostermann erneut eine dunkel funkelnde Mafiaoper gelinge, das Drehbuch besteche mit fantastischer Figurenzeichnung.
Tilmann P. Gangloff vergab auf tittelbach.tv 4,5 von 6 Sternen, die Bildgestaltung sei reizvoll, die Musik kraftvoll, die Umsetzung jederzeit fesselnd. Trotzdem sei es vor allem Tobias Moretti, der diesem Film schon allein durch sein Charisma eine besondere Note verleiht.
tvspielfilm.de urteilte „Spannungs- und actionreicher Lehnenkraller“.
Oliver Alexander dagegen befand auf Quotenmeter.de, dass der Film einige spannende Momente und gut inszenierte Actionsequenzen biete, aber unter einem Mangel an Originalität und emotionaler Tiefe leide. Die Grundidee sei zwar interessant, doch die Umsetzung bliebe hinter den Erwartungen zurück. Neben soliden schauspielerischen Leistungen und beeindruckenden Landschaftsaufnahmen böten sich nur schwache Charakterentwicklungen und ein zu klischeehaftes Drehbuch.
Oliver Armknecht bewertete den Film auf film-rezensionen.de mit fünf von zehn Punkten. Dieser sei nach dem Auftakt eine ziemliche Enttäuschung, zwischendurch komme zwar schon auch Spannung auf. Der Thriller sei aber dermaßen einfallslos, dass es irgendwie Zeitverschwendung ist, sich ihn anzuschauen.
Quote
Die Erstausstrahlung im ZDF im Juni 2024 verfolgten 3,12 Millionen Zuschauer bei einem Marktanteil von 12,3 Prozent.

## Auszeichnungen und Nominierungen
Romyverleihung 2023
- Nominierung in der Kategorie Beliebteste Schauspielerin Serie Reihe (Gerti Drassl)[16]